# Do di petto (album)
Do di petto è un album della cantante italiana Anna Oxa, pubblicato nel 1993.
L'album contiene pezzi del repertorio dell'artista dal 1985 (A lei) a due brani (Tutto quel che non si dice e Non cambiare) tratti dall'album del 1992 Di questa vita tutti riproposti in chiave moderna, oltre alla cover del brano Ancora di Eduardo De Crescenzo.

## Tracce
1. Ancora (cover di Eduardo De Crescenzo)
2. Tutti i brividi del mondo dall'album Tutti i brividi del mondo (1989)
3. Quando nasce un amore dall'album Pensami per te (1988)
4. A lei dall'album Oxa (1985)
5. Tutto quello che non si dice dall'album Di questa vita (1992)
6. Donna con te dall'album Live con i New Trolls (1990)
7. Non cambiare dall'album Di questa vita (1992)
8. Oltre la montagna dall'album Pensami per te (1988)
9. Pensami per te dall'album Pensami per te (1988)
10. Elena dall'album Tutti i brividi del mondo (1989)